# Nervus femoralis
Der Nervus femoralis („Oberschenkelnerv“) ist ein Nerv des peripheren Nervensystems, der sich aus dem Plexus lumbosacralis (Lendenkreuzgeflecht) isoliert. Seinen Ursprung hat er beim Menschen im ersten bis vierten Lendensegment (L1-L4) des Rückenmarks, bei anderen Säugetieren im hinteren Lendensegment (L3-L6). Von dort verläuft er mit dem Musculus psoas major durch die Lacuna musculorum (Muskelpforte) zum Oberschenkel.

## Muskeläste

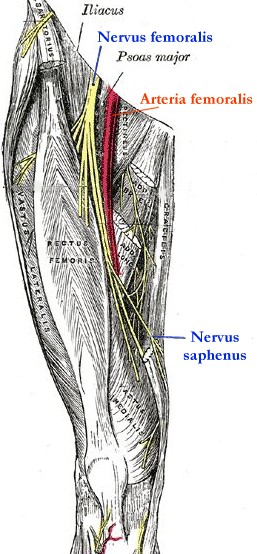
Menschlicher Oberschenkel von vorn mit Nervus femoralis

Der Nervus femoralis innerviert eine Reihe von Muskeln:
- Musculus psoas major
- Musculus psoas minor
- Musculus iliacus
- Musculus quadriceps femoris
- Musculus sartorius
- Musculus pectineus

## Nervus saphenus
Am Oberschenkel trennt sich vom Nervus femoralis der Nervus saphenus (arabisch: safin „verborgen“). Er zieht mit der Oberschenkelarterie (Arteria femoralis) an die Innenseite des Oberschenkels und versorgt die Innenseite des Beins (entsprechend bei Tieren der Hintergliedmaße) bis zum Mittelfuß.

## Femoralislähmung
Aufgrund der zahlreichen Muskeln, die der Nervus femoralis versorgt, führt eine Lähmung zu schwerwiegenden Bewegungsstörungen. Das aktive Beugen des Hüftgelenks kann nicht mehr erfolgen (Psoasgruppe), Menschen können sich nicht mehr aus dem Liegen aufrichten, Tiere das Hinterbein kaum noch vorführen. Das Knie ist in Beugehaltung und kann nicht mehr aus eigener Kraft gestreckt werden (Quadrizeps). Das Bein knickt daher beim Auftreten ein oder wird gar nicht mehr aufgesetzt (beim Hund der Regelfall). Der Patellarsehnenreflex ist gestört oder fehlt ganz.

## Nervus-femoralis-Blockade
Die Nervus-femoralis-Blockade (Femoralisblockade, 3-in-1-Block) ist ein Regionalanästhesieverfahren, das operative Eingriffe am Bein bzw. der unteren Extremität ermöglicht. Dabei werden im Bereich der Leiste (inguinal) Lokalanästhetika injiziert, wodurch die Nerven des Plexus lumbalis, hauptsächlich der Nervus femoralis, in geringerem Umfang auch der Nervus cutaneus femoris lateralis und der Nervus obturatorius, reversibel blockiert werden. Die Nervus-femoralis-Blockade ist ein relativ einfach durchzuführendes und nebenwirkungsarmes Verfahren. Neben einer einmaligen Injektion wird oft auch die Einlage eines Schmerzkatheters (Femoraliskatheter) zur kontinuierlichen Schmerztherapie praktiziert.